# مونستر (منطقة إدارية)

منطقة مونستر الإدارية

محافظة مونستر (بالألمانية: Regierungsbezirk Münster) هي منطقة إدارية مؤلفة من خمس مناطق إدارية أصغر (أقضية) في ولاية شمال الراين - وستفاليا الألمانية وعاصمتها مدينة مونستر.

## جغرافيا
تقع محافظة مونستر في شمال غرب ولاية شمال الراين - وستفالنْ. تحدها داخل الولاية محافظة دورتموند في الشرق وآرنسبيرغ في الجنوب ودوسلدورف في الجنوب الغربي. كما تحدها ولاية سكسونيا السفلى في الشمال ومملكة البلاد المنخفضة «هولندا» في الغرب.
تضم المحافظة بمعظمها الإقليم ذا الطابع الريفي «بلاد مونستر» وفي الشمال «بلاد تكلنبورغ» الجبلية. لكنها تضم في الجنوب الغربي أجزاء من المنطقة الحضرية على حوض الرور مع كثافة سكانية مرتفعة.
يقع أعلى ارتفاع لمحافظة مونستر في جبل وستربكر ضمن سلسلة جبال «غابة تويتوبورغ» التي تدعى كذلك «أسنينغ» في بلدية لينن في بلاد تكلنبورغ بارتفاع يبلغ 236 مترا فوق سطح البحر.